# 呋喃
呋喃（英語：furan，IUPAC：oxole），化学用名氧杂茂或𫫇茂，是一种五元芳香性杂环有机物，其五元环含有四个碳原子、一个氧原子和两个环内共轭双键，并具有类似于苯环的6个π电子大共轭体系。有呋喃环的化合物為其同系物。
呋喃是无色、可燃、易挥发液体，沸点接近室温。呋喃有毒且為2B類可能致癌物質。常作为合成其他复杂有机物的起始原料。性质与苯相似，可由松木蒸馏得到，可溶於丙酮、醇、醚等多種常見有機溶劑，微溶於水。為多种重要工業化學品與藥物的前驅體，如常用作溶劑的四氢呋喃。

## 历史
“呋喃”的英文单词furan来自拉丁文单词furfur（米糠）。1780年，卡尔·威廉·舍勒发现2-糠酸，是最先发现的呋喃衍生物；1831年，德贝莱纳报道另一种重要衍生物糠醛；1870年，有德国化学家成功制备呋喃。

## 製取
工业可由钯催化糠醛脱羰基生产呋喃，或用氯化铜水溶液催化氧化1,3-丁二烯：
实验室中，可先将糠醛氧化为呋喃-2-甲酸，再脱羧成呋喃。也可热分解戊糖获得；也可用固体纤维素，尤其松木。
Feist－Bénary合成是经典合成路线。帕尔－克诺尔合成用1,4-二酮与五氧化二磷反应，是简单的方法。另外，回收噻吩的合成工艺中， 1,4-二酮和劳森试剂反应的副产品也可以得到呋喃。

## 化学性质
呋喃的氧原子有对孤对电子在共轭轨道平面形成大Π键，共轭平面共6粒电子，符合4n＋2規則，是芳香物（见休克尔规则），“易取代难加成”。氧的另外一对孤对电子向外伸展。氧原子本身符合sp2杂化。
芳环使呋喃的化学行为不太似其它不饱和杂环。 
- 芳环的氧有给电子效应，呋喃在亲电取代時活潑于苯。共振论研究呋喃发现呋喃环的电子云密度甚大，同意亲电反应活度的理论。[12]

- 呋喃可作Diels－Alder反应的双烯体，与(E)-3-硝基丙烯酸乙酯等的缺电子亲双烯体周环反应，得到Z／E异构体的混合产物。（参见顺反异构与E／Z标记）[13]：

- 呋喃的氢化过程中会先产生二氢化呋喃的两种同分异构体（包括1,4-二氢和1,2-二氢），进而产生四氢呋喃。

### 鉴定
盐酸浸过的松木片和呋喃作用，松木片会显绿色。